# Musa Sagnia
Musa Sagnia (Fajara, Gambia, 13 de diciembre de 2003) es un jugador de baloncesto profesional gambiano. Mide 2,01 metros y juega en la posición de ala-pívot, actualmente pertenece a la plantilla del Bàsquet Manresa de la Liga Endesa. 

## Carrera deportiva
Es un jugador formado en las categorías inferiores de CB Canarias. En 2020, con apenas 17 años firma por el Baxi Manresa. En la temporada 2020-21, jugaría en el Club Bàsquet Artés de Liga EBA, club vinculado al conjunto manresano.
El 11 de agosto de 2021, firma por el Zentro Basket Madrid de la Liga LEB Plata, cedido por Baxi Manresa para disputar la temporada 2021-22.
El 17 de abril de 2022, debutó con el Baxi Manresa en la Liga Endesa. El jugador gambiano disputó 25 segundos en la victoria de Manresa frente al UCAM Murcia CB por 103 a 93 puntos.